# Canton de Neste, Aure et Louron
Le canton de Neste, Aure et Louron est une circonscription électorale française du département des Hautes-Pyrénées.

## Histoire
Un nouveau découpage territorial des Hautes-Pyrénées entre en vigueur à l'occasion des élections départementales de 2015. Il est défini par le décret du 25 février 2014, en application des lois du 17 mai 2013 (loi organique 2013-402 et loi 2013-403). Les conseillers départementaux sont, à compter de ces élections, élus au scrutin majoritaire binominal mixte. Les électeurs de chaque canton élisent au Conseil départemental, nouvelle appellation du Conseil général, deux membres de sexe différent, qui se présentent en binôme de candidats. Les conseillers départementaux sont élus pour 6 ans au scrutin binominal majoritaire à deux tours, l'accès au second tour nécessitant 12,5 % des inscrits au 1er tour. En outre la totalité des conseillers départementaux est renouvelée. Ce nouveau mode de scrutin nécessite un redécoupage des cantons dont le nombre est divisé par deux avec arrondi à l'unité impaire supérieure si ce nombre n'est pas entier impair, assorti de conditions de seuils minimaux. Dans les Hautes-Pyrénées, le nombre de cantons passe ainsi de 34 à 17.
Le canton de Neste, Aure et Louron est formé de communes des anciens cantons de Bordères-Louron (15 communes), d'Arreau (19 communes), de Vielle-Aure (14 communes), de La Barthe-de-Neste (14 communes) et de Lannemezan (1 commune). Il est entièrement inclus dans l'arrondissement de Bagnères-de-Bigorre. Le bureau centralisateur est situé à Capvern.
Par le décret du 29 mars 2019, les limites du cantons sont remaniées, une partie de territoire de la commune de Campan étant rattachée à la commune d'Arreau.

## Représentation
| Période élective | Période élective | Mandat | Mandat   | Identité      | Nuance | Nuance | Qualité |
| ---------------- | ---------------- | ------ | -------- | ------------- | ------ | ------ | --- |
| 2015             | 2021             | 2015   | 2021     | Maryse Beyrié |        | PS     | Agent immobilier, maire de Vielle-Aure Présidente de la Communauté de Communes de la Haute Vallée d'Aure Ancienne conseillère générale du canton de Vielle-Aure (1995-2015) 5ème Vice-Présidente du Conseil Départemental chargé de l'action économique, tourisme et agriculture |
| 2015             | 2021             | 2015   | 2021     | Michel Pélieu |        | PRG    | Retraité de la fonction publique Adjoint au maire de Loudenvielle Président du conseil général puis départemental (depuis 2011), Sénateur (mai à octobre 2017) Ancien conseiller général du Canton de Bordères-Louron (1985-2015)                                                |
| 2021             | 2028             | 2021   | en cours | Maryse Beyrié |        | PS     | Conseillère sortante, 4ème Vice-Présidente du conseil départemental |
| 2021             | 2028             | 2021   | en cours | Michel Pélieu |        | PRG    | Conseiller sortant, Président du conseil départemental |

### Résultats détaillés

#### Élections de mars 2015
Lors des élections départementales de 2015, le binôme composé de Maryse Beyrié et Michel Pélieu (Union de la Gauche) est élu au premier tour avec 75,13% des suffrages exprimés, devant le binôme composé de Gilbert Dastugue et Maryse Delcasso-Klowskowsky (FG) (24,87%). Le taux de participation est de 56,26 % (6 051 votants sur 10 755 inscrits) contre 54,65 % au niveau départemental et 50,17 % au niveau national.

#### Élections de juin 2021
Le premier tour des élections départementales de 2021 est marqué par un très faible taux de participation (33,26 % au niveau national). Dans le canton de Neste, Aure et Louron, ce taux de participation est de 46,8 % (4 833 votants sur 10 326 inscrits) contre 39,47 % au niveau départemental. À l'issue de ce premier tour,  le binôme constitué de Maryse Beyrié et Michel Pélieu (PS et PRG), est élu avec 76,88 % des suffrages exprimés.

## Composition
Lors de sa création, le canton de Neste, Aure et Louron comprenait soixante-trois communes entières.
À la suite de la création de la commune nouvelle de Loudenvielle au 1er janvier 2016, et de la commune nouvelle Beyrède-Jumet-Camous au 1er janvier 2019, le canton comprend désormais soixante-et-une communes entières.
| Nom                             | Code Insee | Intercommunalité            | Superficie (km2) | Population (dernière pop. légale) | Densité (hab./km2) | Modifier                                    |
| ------------------------------- | ---------- | --------------------------- | ---------------- | --------------------------------- | ------------------ | ------------------------------------------- |
| Capvern (bureau centralisateur) | 65127      | CC du Plateau de Lannemezan | 21,84            | 1 286 (2022)                      | 59                 | modifier les données · modifier les données |
| Adervielle-Pouchergues          | 65003      | CC Aure Louron              | 9,14             | 147 (2022)                        | 16                 | modifier les données · modifier les données |
| Ancizan                         | 65006      | CC Aure Louron              | 39,97            | 286 (2022)                        | 7,2                | modifier les données · modifier les données |
| Aragnouet                       | 65017      | CC Aure Louron              | 108,29           | 286 (2022)                        | 2,6                | modifier les données · modifier les données |
| Ardengost                       | 65023      | CC Aure Louron              | 5,82             | 12 (2022)                         | 2,1                | modifier les données · modifier les données |
| Arreau                          | 65031      | CC Aure Louron              | 11,07            | 732 (2022)                        | 66                 | modifier les données · modifier les données |
| Aspin-Aure                      | 65039      | CC Aure Louron              | 12,27            | 41 (2022)                         | 3,3                | modifier les données · modifier les données |
| Aulon                           | 65046      | CC Aure Louron              | 28,84            | 99 (2022)                         | 3,4                | modifier les données · modifier les données |
| Avajan                          | 65050      | CC Aure Louron              | 3,29             | 81 (2022)                         | 25                 | modifier les données · modifier les données |
| Avezac-Prat-Lahitte             | 65054      | CC du Plateau de Lannemezan | 17,81            | 582 (2022)                        | 33                 | modifier les données · modifier les données |
| Azet                            | 65058      | CC Aure Louron              | 26,63            | 146 (2022)                        | 5,5                | modifier les données · modifier les données |
| Bareilles                       | 65064      | CC Aure Louron              | 20,84            | 39 (2022)                         | 1,9                | modifier les données · modifier les données |
| Barrancoueu                     | 65066      | CC Aure Louron              | 3,80             | 38 (2022)                         | 10                 | modifier les données · modifier les données |
| La Barthe-de-Neste              | 65069      | CC du Plateau de Lannemezan | 7,62             | 1 245 (2022)                      | 163                | modifier les données · modifier les données |
| Bazus-Aure                      | 65075      | CC Aure Louron              | 1,95             | 144 (2022)                        | 74                 | modifier les données · modifier les données |
| Bazus-Neste                     | 65076      | CC du Plateau de Lannemezan | 2,49             | 46 (2022)                         | 18                 | modifier les données · modifier les données |
| Beyrède-Jumet-Camous            | 65092      | CC Aure Louron              | 19,19            | 210 (2022)                        | 11                 | modifier les données · modifier les données |
| Bordères-Louron                 | 65099      | CC Aure Louron              | 17,41            | 143 (2022)                        | 8,2                | modifier les données · modifier les données |
| Bourisp                         | 65106      | CC Aure Louron              | 1,90             | 190 (2022)                        | 100                | modifier les données · modifier les données |
| Cadéac                          | 65116      | CC Aure Louron              | 6,15             | 304 (2022)                        | 49                 | modifier les données · modifier les données |
| Cadeilhan-Trachère              | 65117      | CC Aure Louron              | 4,86             | 45 (2022)                         | 9,3                | modifier les données · modifier les données |
| Camparan                        | 65124      | CC Aure Louron              | 2,35             | 51 (2022)                         | 22                 | modifier les données · modifier les données |
| Cazaux-Debat                    | 65140      | CC Aure Louron              | 1,48             | 33 (2022)                         | 22                 | modifier les données · modifier les données |
| Cazaux-Fréchet-Anéran-Camors    | 65141      | CC Aure Louron              | 12,35            | 65 (2022)                         | 5,3                | modifier les données · modifier les données |
| Ens                             | 65157      | CC Aure Louron              | 3,49             | 25 (2022)                         | 7,2                | modifier les données · modifier les données |
| Escala                          | 65159      | CC du Plateau de Lannemezan | 3,88             | 351 (2022)                        | 90                 | modifier les données · modifier les données |
| Esparros                        | 65165      | CC du Plateau de Lannemezan | 32,56            | 166 (2022)                        | 5,1                | modifier les données · modifier les données |
| Estarvielle                     | 65171      | CC Aure Louron              | 0,82             | 34 (2022)                         | 41                 | modifier les données · modifier les données |
| Estensan                        | 65172      | CC Aure Louron              | 1,54             | 45 (2022)                         | 29                 | modifier les données · modifier les données |
| Fréchet-Aure                    | 65180      | CC Aure Louron              | 3,40             | 16 (2022)                         | 4,7                | modifier les données · modifier les données |
| Gazave                          | 65190      | CC du Plateau de Lannemezan | 7,17             | 70 (2022)                         | 9,8                | modifier les données · modifier les données |
| Génos                           | 65195      | CC Aure Louron              | 23,63            | 132 (2022)                        | 5,6                | modifier les données · modifier les données |
| Germ                            | 65199      | CC Aure Louron              | 12,55            | 33 (2022)                         | 2,6                | modifier les données · modifier les données |
| Gouaux                          | 65205      | CC Aure Louron              | 6,02             | 55 (2022)                         | 9,1                | modifier les données · modifier les données |
| Grailhen                        | 65208      | CC Aure Louron              | 6,06             | 23 (2022)                         | 3,8                | modifier les données · modifier les données |
| Grézian                         | 65209      | CC Aure Louron              | 1,98             | 82 (2022)                         | 41                 | modifier les données · modifier les données |
| Guchan                          | 65211      | CC Aure Louron              | 2,59             | 149 (2022)                        | 58                 | modifier les données · modifier les données |
| Guchen                          | 65212      | CC Aure Louron              | 5,55             | 313 (2022)                        | 56                 | modifier les données · modifier les données |
| Hèches                          | 65218      | CC du Plateau de Lannemezan | 35,44            | 589 (2022)                        | 17                 | modifier les données · modifier les données |
| Ilhet                           | 65228      | CC Aure Louron              | 8,02             | 121 (2022)                        | 15                 | modifier les données · modifier les données |
| Izaux                           | 65231      | CC du Plateau de Lannemezan | 5,33             | 210 (2022)                        | 39                 | modifier les données · modifier les données |
| Jézeau                          | 65234      | CC Aure Louron              | 12,20            | 104 (2022)                        | 8,5                | modifier les données · modifier les données |
| Labastide                       | 65239      | CC du Plateau de Lannemezan | 5,58             | 148 (2022)                        | 27                 | modifier les données · modifier les données |
| Laborde                         | 65241      | CC du Plateau de Lannemezan | 1,82             | 84 (2022)                         | 46                 | modifier les données · modifier les données |
| Lançon                          | 65255      | CC Aure Louron              | 2,80             | 30 (2022)                         | 11                 | modifier les données · modifier les données |
| Lortet                          | 65279      | CC du Plateau de Lannemezan | 3,63             | 210 (2022)                        | 58                 | modifier les données · modifier les données |
| Loudenvielle                    | 65282      | CC Aure Louron              | 43,36            | 348 (2022)                        | 8,0                | modifier les données · modifier les données |
| Loudervielle                    | 65283      | CC Aure Louron              | 5,39             | 49 (2022)                         | 9,1                | modifier les données · modifier les données |
| Mazouau                         | 65309      | CC du Plateau de Lannemezan | 1,40             | 14 (2022)                         | 10                 | modifier les données · modifier les données |
| Mont                            | 65317      | CC Aure Louron              | 8,41             | 35 (2022)                         | 4,2                | modifier les données · modifier les données |
| Montoussé                       | 65322      | CC du Plateau de Lannemezan | 7,88             | 248 (2022)                        | 31                 | modifier les données · modifier les données |
| Pailhac                         | 65354      | CC Aure Louron              | 0,99             | 83 (2022)                         | 84                 | modifier les données · modifier les données |
| Ris                             | 65379      | CC Aure Louron              | 1,89             | 13 (2022)                         | 6,9                | modifier les données · modifier les données |
| Sailhan                         | 65384      | CC Aure Louron              | 2,64             | 171 (2022)                        | 65                 | modifier les données · modifier les données |
| Saint-Arroman                   | 65385      | CC du Plateau de Lannemezan | 4,25             | 98 (2022)                         | 23                 | modifier les données · modifier les données |
| Saint-Lary-Soulan               | 65388      | CC Aure Louron              | 90,97            | 837 (2022)                        | 9,2                | modifier les données · modifier les données |
| Sarrancolin                     | 65408      | CC Aure Louron              | 32,10            | 550 (2022)                        | 17                 | modifier les données · modifier les données |
| Tramezaïgues                    | 65450      | CC Aure Louron              | 34,96            | 35 (2022)                         | 1,0                | modifier les données · modifier les données |
| Vielle-Aure                     | 65465      | CC Aure Louron              | 5,38             | 304 (2022)                        | 57                 | modifier les données · modifier les données |
| Vielle-Louron                   | 65466      | CC Aure Louron              | 2,89             | 81 (2022)                         | 28                 | modifier les données · modifier les données |
| Vignec                          | 65471      | CC Aure Louron              | 6,42             | 201 (2022)                        | 31                 | modifier les données · modifier les données |
| Canton de Neste, Aure et Louron | 6508       |                             | 822,35           | 12 308 (2022)                     | 15                 | modifier les données                        |

## Démographie
En 2022, le canton comptait 12 308 habitants, en évolution de −0,62 % par rapport à 2016 (Hautes-Pyrénées : +1,59 %, France hors Mayotte : +2,11 %).
| 2013   | 2018   | 2022   |
| ------ | ------ | ------ |
| 12 477 | 12 325 | 12 308 |